# Strumigenys
Strumigenys é um género de insecto da família Formicidae.

## Espécies
- Strumigenys abdera Fisher, 2000
- Strumigenys bryanti Wheeler, 1919
- Strumigenys emmae Emery, 1890
- Strumigenys formosensis Forel, 1912
- Strumigenys godeffroyi Mayr, 1866
- Strumigenys heteropha Bolton, 2000
- Strumigenys hispida Lin & Wu, 1996
- Strumigenys indigatrix Wheeler, 1919
- Strumigenys lacunosa Lin & Wu, 1996
- Strumigenys lanuginosa Wheeler, 1905
- Strumigenys lichiaensis Lin & Wu, 1996
- Strumigenys liukueiensis Terayama & Kubota, 1989
- Strumigenys mandibularis Smith, 1860
- Strumigenys minutula Terayama & Kubota, 1989
- Strumigenys nanzanensis Lin & Wu, 1996
- Strumigenys perplexa (Smith, 1876)
- Strumigenys solifontis Brown, 1949
- Strumigenys tigris Brown, 1971
- Strumigenys trada Lin & Wu, 1996
- Strumigenys trinidadensis Wheeler, 1922
- Strumigenys wallacei Emery, 1897
- Strumigenys xenos Brown, 1955